# Johannes Matthias Sperger
Johannes Matthias Sperger (Valtice, 23 marzo 1750 – Ludwigslust, 13 maggio 1812) è stato un contrabbassista e compositore austriaco.

## Biografia
Johannes Matthias Sperger nacque a Feldsberg (ora Valtice) nella Bassa Austria, paese nel quale ricevette anche i suoi primi rudimenti musicali grazie all'organista della parrocchia locale Franz Anton Becker. Dal 1767 fu a Vienna, dove si formò sia come contrabbassista che come compositore. Nel 1776 sposò Anna Tarony da Linz e dall'anno successivo fu attivo presso la cappella di corte dell'arcivescovo a Presburgo (l'attuale Bratislava). Nel 1778 divenne membro della Wiener Tonkünstlersozietät, nella quale si esibì con alcuni lavori e come solista. Dal 1783 al 1786 Sperger prestò servizio anche presso la cappella di corte del Ludwig von Erdődy a Kohfidisch e successivamente, dal 1786 al 1789, intraprese una tournée di concerti e tentò di ottenere un posto di lavoro fisso presso la corte prussiana. All'inizi dell'aprile del 1788 suonò dinanzi al Duca Federico Francesco I di Meclemburgo-Schwerin a Ludwigslust e l'anno successivo, dopo aver condotto in aprile un viaggio in Italia, si trovò in luglio un decreto d'assunzione come primo contrabbassista al servizio della Mecklenburgische Staatskapelle (Cappella musicale della corte di Mecklenburg-Schwerin) a Ludwigslust. Negli anni successivi effettuò un'altra tournée di concerti in varie città tedesche: nel 1792 fu a Lubecca, nel 1793 a Berlino, nel 1801 a Lipsia, dove suonò nell'orchestra del Gewandhaus, e infine a Vienna. Nel 1812 morì a Ludwigslust

## Considerazioni sull'artista
Sperger fu tra i compositori più prolifici del suo tempo, sebbene nell'epoca in cui visse la sua fama fosse principalmente legata alla propria bravura come suonatore di contrabbasso, uno strumento per il quale scrisse ben 18 concerti.
Sperger compose molte composizioni, la maggior parte delle quali durante il periodo che trascorse a Presburgo: egli scrisse almeno 45 sinfonie, vari concerti, sonate, rondò e danze, cantate, cori e arie. I manoscritti delle sue sinfonie e partite giunti sino a noi rivelano un'eccezionale abilità e un buon gusto nella strumentazione, specialmente nell'uso intenso dell'obbligato, dei solisti concertanti e del gruppo degli strumenti a fiato. I suoi concerti per contrabbasso sono assai innovativi e particolarmente difficoltosi per il solista; proprio per questo motivo tali lavori sono stati alquanto criticati dallo scrittore Patrick Süskind nel libro Il contrabbasso (titolo originale: Das Kontrabass) per la loro "insuonabilità".
L'influenza di Sperger fu sentita anche nelle generazioni di musicisti successive alla sua morte, fra i quali si ricordano in particolare gli italiani Giuseppe Antonio Capuzzi e Domenico Dragonetti.

## Concorso Johann-Matthias-Sperger
Per dar dignità e rendere nuovamente noti i concerti che Sperger scrisse per il contrabbasso, è stata fondata la Internationale Johann-Matthias-Sperger-Gesellschaft. Questa ogni due anni organizza il "Concorso internazionale per contrabbasso Johann Matthias Sperger", al quale vengono assegnati 5.000 euro al primo posto e 3.500 euro al secondo classificato. Alla terza edizione del concorso tenutasi nel 2004 presero parte 34 concorrenti da 14 stati diversi.

## Composizioni

### Musica per orchestra
- 45 sinfonie, delle quali:
  - Sinfonia in do maggiore
  - Sinfonia in fa maggiore
  - Sinfonia in si bemolle maggiore
- 18 concerti per contrabbasso
- 2 concerti per corno
  - Concerto per corno e orchestra in re maggiore
  - Concerto per corno e orchestra in mi bemolle maggiore
- Sinfonia concertante per flauto, viola e contrabbasso
- Adagio per viola e archi
- Romanza per contrabbasso e archi
- 2 adagi per contrabbasso e strumenti
- Numerose partite, divertimenti e cassazioni

### Musica da camera
- 2 nonetti
- ottetto
- settetto
- 2 sestetti
- 2 quintetti
- 9 quartetti per archi
- 14 quartetti per flauto
- 2 quartetti per oboe
- Altri quartetti
- Altri duetti per flauto
- 6 divertimenti per violoncello e clavicembalo
- Varie sonate per viola e contrabbasso
- 6 quartetti per fortepiano
- Rondò per flauto, 2 corni, violino, viola e contrabbasso
- 2 terzetti per flauto e archi
- 11 tri per archi
- Altri lavori minori, tra i quali:
  - Jagdmusik per 2 corni

### Musica per tastiera
- Divertimento
- 2 sonate
- Varie trascrizioni
- Vari preambuli
- Vari preludi per organo

### Altri lavori
- Varie cantate per festività
- Varia musica massonica
- Vari lavori corali